# Videos 1995–2012
Videos 1995–2012 ist ein Videoalbum der deutschen Metal-Band Rammstein. Es wurde am 14. Dezember 2012 über das Label Universal Music veröffentlicht. Von der FSK ist das Album ab 16 Jahren freigegeben.
Die „FSK ab 18“-Version war ausschließlich auf DVD und im offiziellen Rammsteinshop erhältlich, sie enthält die unzensierte Version des Videos zum Lied Pussy.

## Inhalt
Das Videoalbum enthält alle in den Jahren 1995 bis 2012 veröffentlichten Musikvideos der Band in chronologischer Reihenfolge sowie die dazugehörigen Making-ofs. Darunter sind je vier Videos von Liedern der Alben Herzeleid und Reise, Reise, je drei von Songs aus den Alben Rosenrot und Liebe ist für alle da sowie zwei von Stücken des Tonträgers Sehnsucht. Außerdem ist ein Video zum Lied Mein Land vom Album Made in Germany 1995–2011 enthalten. Mit sechs Videos stammen die meisten von Liedern des Albums Mutter, wobei das Musikvideo zum Song Mein Herz brennt erst im Vorfeld der Veröffentlichung von Videos 1995–2012 gedreht wurde. Die Titel Stripped und Mein Herz brennt (Piano-Version) sind auf keinem Studioalbum der Band enthalten.

## Covergestaltung
Das Album ist mit einem Hologramm-Cover ausgestattet. Darauf ist, je nach Blickwinkel, der mit schwarzer Farbe angemalte Kopf je eines der Bandmitglieder mit geschlossenen Augen zu sehen. Der Hintergrund ist in Schwarz gehalten. Am unteren Bildrand befinden sich die weißen Schriftzüge Rammstein und Videos 1995+2012.

## Titelliste
DVD 1
| # | Titel                 | Länge | Regisseur                         | Album     |
| - | --------------------- | ----- | --------------------------------- | --------- |
| 1 | Du riechst so gut     | 4:04  | Emanuel Fialik                    | Herzeleid |
| 2 | Seemann               | 4:19  | Laszlo Kadar                      | Herzeleid |
| 3 | Rammstein             | 4:33  | Alexander Herzog, Kai Kniepkamp   | Herzeleid |
| 4 | Engel                 | 4:27  | Hannes Rossacher, Norbert Heitker | Sehnsucht |
| 5 | Du hast               | 3:58  | Philipp Stölzl                    | Sehnsucht |
| 6 | Du riechst so gut ’98 | 4:27  | Philipp Stölzl                    |           |
| 7 | Stripped              | 3:56  | Philipp Stölzl                    |           |
| 8 | Sonne                 | 4:12  | Joern Heitmann                    | Mutter    |
| 9 | Links 2 3 4           | 3:38  | Zoran Bihać                       | Mutter    |

+ jeweilige Making-ofs
DVD 2
| # | Titel       | Länge | Regisseur      | Album        |
| - | ----------- | ----- | -------------- | ------------ |
| 1 | Ich will    | 4:07  | Joern Heitmann | Mutter       |
| 2 | Mutter      | 3:49  | Joern Heitmann | Mutter       |
| 3 | Feuer frei! | 3:15  | Rob Cohen      | Mutter       |
| 4 | Mein Teil   | 4:33  | Zoran Bihać    | Reise, Reise |
| 5 | Amerika     | 4:20  | Joern Heitmann | Reise, Reise |
| 6 | Ohne dich   | 5:41  | Joern Heitmann | Reise, Reise |
| 7 | Keine Lust  | 6:01  | Joern Heitmann | Reise, Reise |
| 8 | Benzin      | 3:39  | Uwe Flade      | Rosenrot     |

+ jeweilige Making-ofs
DVD 3
| # | Titel                            | Länge | Regisseur      | Album                     |
| - | -------------------------------- | ----- | -------------- | ------------------------- |
| 1 | Rosenrot                         | 4:02  | Zoran Bihać    | Rosenrot                  |
| 2 | Mann gegen Mann                  | 3:54  | Jonas Åkerlund | Rosenrot                  |
| 3 | Pussy                            | 4:02  | Jonas Åkerlund | Liebe ist für alle da     |
| 4 | Ich tu dir weh                   | 3:58  | Jonas Åkerlund | Liebe ist für alle da     |
| 5 | Haifisch                         | 4:32  | Joern Heitmann | Liebe ist für alle da     |
| 6 | Mein Land                        | 4:27  | Jonas Åkerlund | Made in Germany 1995–2011 |
| 7 | Mein Herz brennt (Piano-Version) | 4:43  | Zoran Bihać    |                           |
| 8 | Mein Herz brennt                 | 5:03  | Zoran Bihać    | Mutter                    |

+ jeweilige Making-ofs

## Singles
Im Vorfeld der Erscheinung des Videoalbums wurde das Lied Mein Herz brennt (Piano-Version), inklusive Musikvideo, als Single veröffentlicht. Das Lied erreichte Platz 7 in den deutschen Charts und konnte sich fünf Wochen in den Top 100 halten. Außerdem wurde ein Musikvideo zur normalen Version des Songs Mein Herz brennt veröffentlicht, das exklusiv auf dem Album enthalten ist.

## Chartplatzierungen und Auszeichnungen
Das Album stieg in der ersten Kalenderwoche des Jahres 2013 auf Platz 5 in die deutschen Charts ein und hielt sich 17 Wochen in den Top 100. Für mehr als 25.000 verkaufte Einheiten erhielt Videos 1995–2012 in Deutschland eine Goldene Schallplatte.
| Land/Region        | Auszeichnungen für Musikverkäufe (Land/Region, Auszeichnung, Verkäufe) | Verkäufe |
| ------------------ | ---------------------------------------------------------------------- | -------- |
| Deutschland (BVMI) | Gold                                                                   | 25.000   |
| Frankreich (SNEP)  | —                                                                      | 2.700    |
| Insgesamt          | 1× Gold ·                                                              | 27.700   |

Hauptartikel: Rammstein/Auszeichnungen für Musikverkäufe